# Lyle-Flughund
Der Lyle-Flughund (Pteropus lylei), auch Hinterindischer Flughund genannt, ist eine Säugetierart aus der Familie der Flughunde (Pteropodidae), die nördlich des Golfs von Thailand im Süden von Thailand, in Kambodscha und im äußersten Süden von Vietnam vorkommt.

## Merkmale

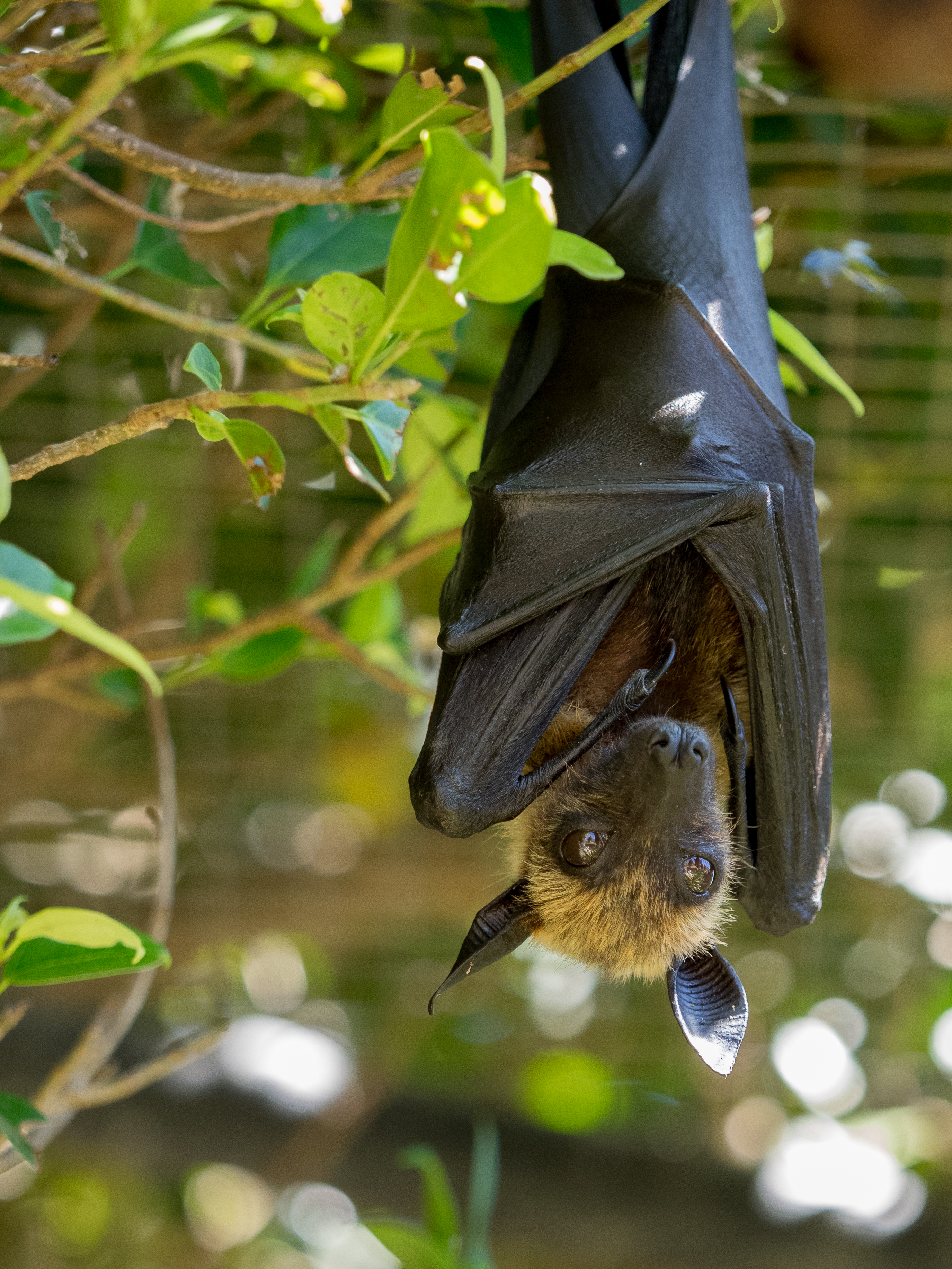
Lyle-Flughund

Der Lyle-Flughund ähnelt dem Indischen Riesenflughund (Pteropus giganteus), bleibt mit einer Kopf-Rumpf-Länge von etwa 20 Zentimeter aber kleiner. Die Flügel sind 14,5 bis 16 Zentimeter lang. Die Tiere erreichen ein Gewicht von 390 bis 480 Gramm. Sie sind schwanzlos. Die nur spärlich behaarte, spitz zulaufende Schnauze ist relativ lang. Die Augen sind relativ groß. Die Iris ist bräunlich. Die Ohren sind lang und spitz. Am Kopf ist das Fell rötlich bis gelblich braun, rund um die Augen ist es dunkelbraun. Die struppigen Haare des Nackens sind gelblich, gelblich-braun oder ockerfarben. Einige Exemplare zeigen dort auch einen orangefarbenen Einschlag. Der Rücken und die Flugmembran sind dunkelbraun, der Bauch ist rötlich, rostbraun oder orangebraun gefärbt. Alle Krallen sind schwarz, ebenso die Genitalien. Unterarme und Schienbeine sind auf der Oberseite unbehaart.

## Lebensraum und Lebensweise
Der Lyle-Flughund kommt in verschiedenen Waldformen vor. Dies können tropische Regenwälder, Sumpfwälder, Mangroven oder Trockenwälder sein. Sie verbringen den Tag oft in der Nähe von Gewässern und meist in der Nähe menschlicher Siedlungen, besonders oft auf Bäumen auf dem Gelände buddhistischer Tempel. Lyle-Flughunde ernähren sich vor allem von Früchten, besonders von Feigen oder vom Obst aus Plantagen. Daneben werden Blüten und Blätter verzehrt, darunter die von Akazien, Eukalypten und Markhamia. Lyle-Flughunde sind dämmerungsaktiv und nachtaktiv. Den Tag verbringen sie in hohen Bäumen mit Schlafen, Putzen und mit Flügelschlagen, um sich abzukühlen. Ihre Schlafplätze verlassen sie am Abend, um auf Nahrungssuche zu gehen, und kehren am frühen Morgen zurück. In einer Nacht können sie Entfernungen bis zu 50 km zurücklegen. Lyle-Flughunde schlafen in großen Ansammlungen, die 100 bis 1000 Individuen umfassen können. In einem Fall wurden 11.000 Exemplare gezählt. Die Weibchen gebären in der Regel ein einzelnes Jungtier, gelegentlich sind es zwei. Wenn es noch gesäugt wird, bleibt das Jungtier meist an der Mutter hängen und fliegt in der Nacht mit ihr mit.

## Systematik
Der Lyle-Flughund wurde 1908 durch dänischen Zoologen Knud Christian Andersen erstmals wissenschaftlich beschrieben. Er gehört in die Gattung der Pteropus, die aus fast sechzig Arten besteht. Zusammen mit dem Kalong (Pteropus vampyrus), dem Indischen Riesenflughund und Pteropus intermedius bildet der Lyle-Flughund den vampyrus-Artenkreis innerhalb der Gattung Pteropus.

## Gefährdung
Der Bestand des Lyle-Flughunds wird von der IUCN als gefährdet eingestuft. Die Gesamtpopulation ist in den letzten 15 Jahren um etwa ein Drittel zurückgegangen (Stand: 2024) und es ist damit zu rechnen, dass sich dieser Trend auch in Zukunft fortsetzt.